# Anton Hansen (Radsportler, 1886)
Anton Ludvig Hansen (* 26. November 1886 in Glemmen; † 5. Mai 1915 in Oslo) war ein norwegischer Radrennfahrer.

## Sportliche Laufbahn
Hansen war Teilnehmer der Olympischen Sommerspiele 1912 in Stockholm. Beim Sieg von Rudolph Lewis wurde er 65. im olympischen Straßenrennen. Das norwegische Team kam nicht in die Mannschaftswertung. 1912 wurde er Dritter der nationalen Meisterschaft im Einzelzeitfahren über 100 Kilometer hinter dem Sieger Josef Bye.